# Francis Willoughby
Francis Willoughby, 5.º Barón Willoughby de Parham (bautizado 1614 – 23 de julio de 1666) fue un noble inglés.
Willoughby fue un promotor de la causa parlamentarista durante la Revolución inglesa pero posteriormente se convierte en  realista. Fue gobernador en dos oportunidades de las colonias inglesas en el Caribe.

## Biografía
Willoughby fue representante del rey de Inglaterra Carlos II, en Barbados y Surinam, por primera vez durante la Primera Revolución Inglesa y posteriormente durante la Restauración Inglesa.

### Comandante de fuerzas parlamentarias
Cuando en 1642 el rey publicó su "Commission of Array" para formar un ejército leal, Willoughby rechazó su llamado y en cambio tomó el mando de un regimiento de caballería que respondía al comandante del Parlamento, el Earl de Essex. Hacia enero de 1643 fue ascendido a Comandante en Jefe de Lincolnshire.
El 16 de julio del mismo año, dirigió a sus soldados en un ataque sorpresa contra Gainsborough, apoderándose de la ciudad. Enfrentados con contrataque, los soldados de Willoughby lucharon junto con aquellos que respondían a Oliver Cromwell para contener el ataque de una fuerza realista más numerosa. El cuerpo principal del ejército parlamentario se retiró a Boston con sólo dos bajas.
Ese septiembre, Willoughby era un comandante subordinado a las órdenes del Earl de Mánchester y Cromwell. Willoughby luchó en la batalla de Winceby y en noviembre aceptó la rendición del castillo de Bolingbroke.
La relación de Willoughby con los parlamentarios comenzó a deshilacharse en 1644. En marzo se unió a Sir John Meldrum en el ataque a Newark, cuyo fracaso se ha atribuido en parte a una supuesta falta de voluntad por parte de Willoughby a recibir órdenes de Meldrum. Willoughby discute con Mánchester y se ve obligado a pedir disculpas a la Cámara de los Lores. No solo eso, sino que Cromwell consideró apropiado quejarse de la conducta de los soldados de Willoughby.
En los próximos años, Willoughby se convirtió en líder de la fuerza presbiteriana en el Parlamento, se opuso a la formación del "New Model Army" y fue elegido presidente de la Cámara de los Lores, en julio de 1647. Sin embargo, cuando el ejército Parlamentario tomó Londres en septiembre, Willoughby fue encarcelado durante cuatro meses junto con otros seis compañeros, luego fue puesto en libertad sin cargos, huyendo a Holanda para unirse a los realistas.

### Apoyo a la causa realista
Ahora abraza la causa realista, y Willoughby es ascendido a vicealmirante respondiendo al duque de York, una decisión que puede haber sido tomada para generar simpatía entre los escoceses y los presbiterianos. También se le asignaron responsabilidades en la invasión de 1648 de Inglaterra por parte del Príncipe de Gales. Más tarde entrega su comando naval al príncipe Rupert del Rin. Cuando el Parlamento le confisca sus propiedades, se traslada al Caribe.
El rey Carlos II lo nombra gobernador de Barbados. Llega a Barbados y toma su cargo en mayo de 1650 y trata de gestionar la tensa política de la isla, que también experimenta una división entre los realistas y los parlamentarios. Durante este tiempo Willoughby también envía un pequeño grupo colonizador a Surinam, que establece Fort Willoughby (ahora Paramaribo) denominada en su honor.
El 25 de octubre de 1651, un grupo de siete buques al mando del Comodoro George Ayscue llega a Barbados, exigiendo que la isla se rinda "para ser usada por el Parlamento de Inglaterra". La respuesta de Willoughby (dirigida al "barco Rainbow de Su Majestad") fue inflexible, declarando que "el no reconocía ninguna autoridad suprema sobre los ingleses, excepto la del Rey". Con cerca de 400 jinetes y 6.000 milicianos, estaba preparado para resistir cualquier intento de coacción.
Durante el mes siguiente Barbados fue bloqueada. A principios de diciembre, con la causa realista derrotada en Inglaterra, Ayscue comienza una serie de ataques contra las fortificaciones de la isla, recibiendo refuerzos de un grupo de trece barcos que se dirigían a Virginia. El 17 de diciembre una fuerza de más de 1000 milicianos de Barbados fue derrotada por uno de los destacamentos de Ayscue. El gobernador Willoughby intenta detener la propagación de las simpatías por los parlamentarios ahorcando dos milicianos que se desean pasar de bando y prohibiendo la lectura de documentos de la flota bloqueadora. Los realistas resistieron durante varias semanas más hasta que uno de los propios comandantes de Willoughby se pasó al bando del Parlamento. Se evitó una batalla como consecuencia de una semana de lluvia, luego Willoughby, tal vez viendo lo inútil de su causa, busca negociar. Fue reemplazado como gobernador, pero Barbados y los realistas que allí había no fueron castigados. Además, se le restauraron a Willoughby la posesión de sus propiedades en Inglaterra, regresando a Inglaterra en agosto de 1652.

### Años finales
Mientras estuvo encarcelado en dos ocasiones durante el protectorado por participar en las intrigas monárquicas, Willoughby sobrevivió a la época de Cromwell y después de la Restauración, en 1660 fue nombrado nuevamente para una gubernatura en el Caribe, administrando las colonias de Saint Kitts, Nevis, Montserrat y Antigua.
En junio de 1664 organizó una expedición desde Barbados contra la pequeña guarnición francesa en Santa Lucía, expulsando a los franceses bajo el pretexto de que un nativo medio-Carib la había  "vendido" a Inglaterra y estableció una colonia inglesa allí que tuvo una duración efímera.
Durante la Segunda Guerra Anglo-Holandesa, Willoughby se involucró en otra expedición, navegando hasta la isla holandesa de Tobago en julio de 1665. Allí encuentra una fuerza al mando del corsario inglés Robert Searle saqueando la colonia, pone fin a la destrucción e instala una guarnición de cincuenta hombres para mantener el orden.